# (5124) Muraoka
(5124) Muraoka est un astéroïde de la ceinture principale.

## Description
(5124) Muraoka est un astéroïde de la ceinture principale. Il fut découvert le 4 février 1989 à Geisei par Tsutomu Seki. Il présente une orbite caractérisée par un demi-grand axe de 2,26 UA, une excentricité de 0,08 et une inclinaison de 0,9° par rapport à l'écliptique.

## Compléments